# اف‌دی ۲۰۰۹ (۴۱۰۷۷۷)
اف‌دی ۲۰۰۹ یا (۴۱۰۷۷۷) (انگلیسی: (410777) 2009 FD) یک سیارک زیر کیلومتری کربنی و یک سیارک دوگانه است، که به عنوان سیارک نزدیک به زمین بالقوه خطرناک از گروه آپولو طبقه‌بندی شده‌است در ۲۴ فوریه ۲۰۰۹ توسط ستاره شناسان برنامهٔ دیده‌بان‌فضا در رصدخانه ملی کیت پیک در کوه‌های کوین‌لان در نزدیکی توسان، آریزونا، در ایالات متحده کشف شد. تا سال ۲۰۱۹، مدار مدل‌سازی شدهٔ این سیارک، آن را در معرض خطر برخورد احتمالی آینده با زمین در سال ۲۱۸۵ قرار می‌داد.
با رتبه‌بندی مقیاس فنی خطر برخورد پالرمو ۰٫۴۴-، این سیارک پنجمین رتبهٔ خطر برخورد [b] در بین تمام سیارک‌های شناخته‌شده را داشت.
قطر تخمینی، بازده جنبشی، احتمال برخورد، و فاصله زمانی. مشاهدات تا سال ۲۰۱۹ قوس رصدی را چهار سال افزایش داد و یک اثر یارکوفسکی مطلوب را شناسایی کرد که تأثیر آن را در سال ۲۱۸۵ رد می‌کرد.